# Union Carbide
Union Carbide Corporation é uma empresa de manufatura americana, fundada em 1917. Foi a grande responsável pelo Desastre de Bhopal que matou milhares de pessoas e deixou outras dezenas de milhares incapacitadas. Pertence agora à "The Dow Chemical Company".

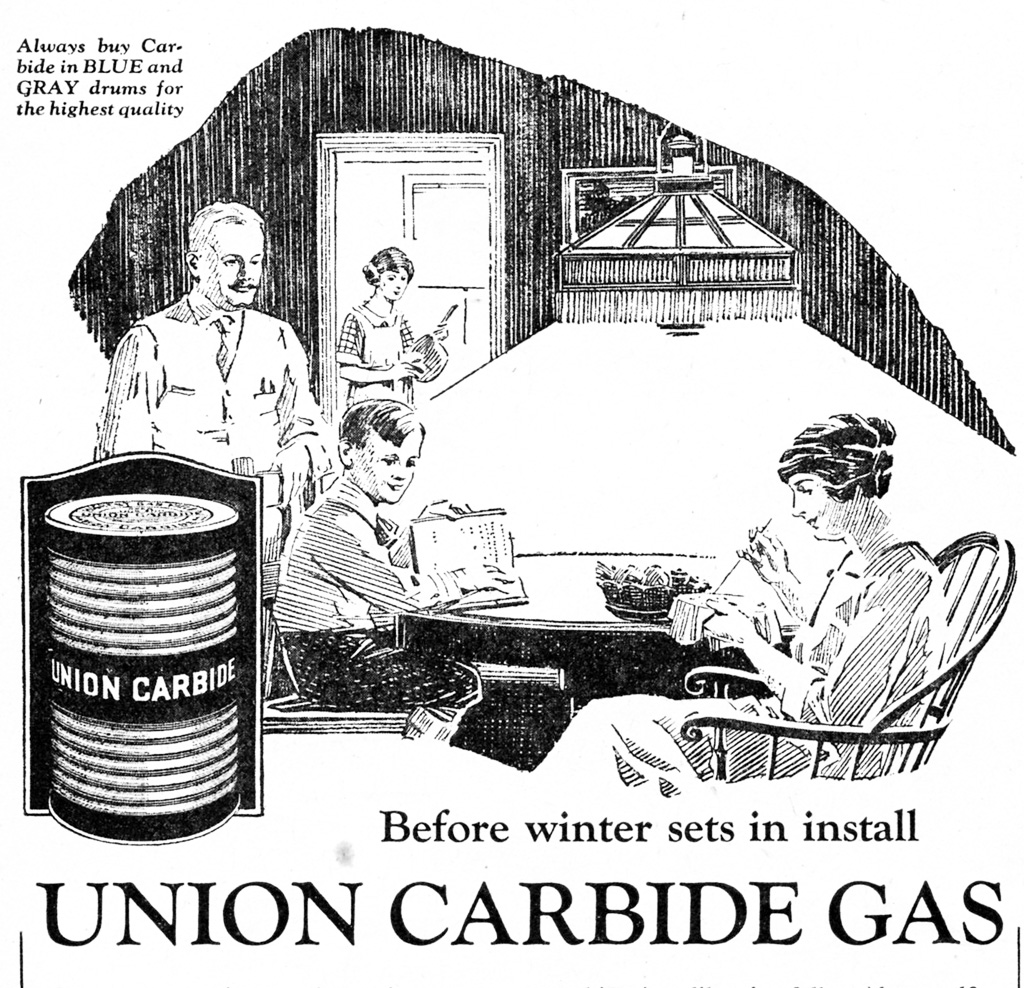
Union Carbide Gas Lighting